# Königreich Benin

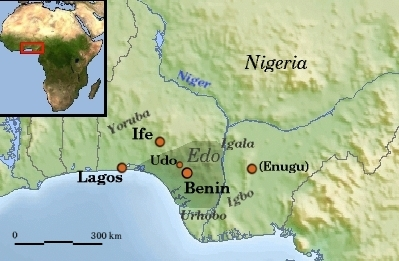
Staatsgebiet des Königreiches Benin

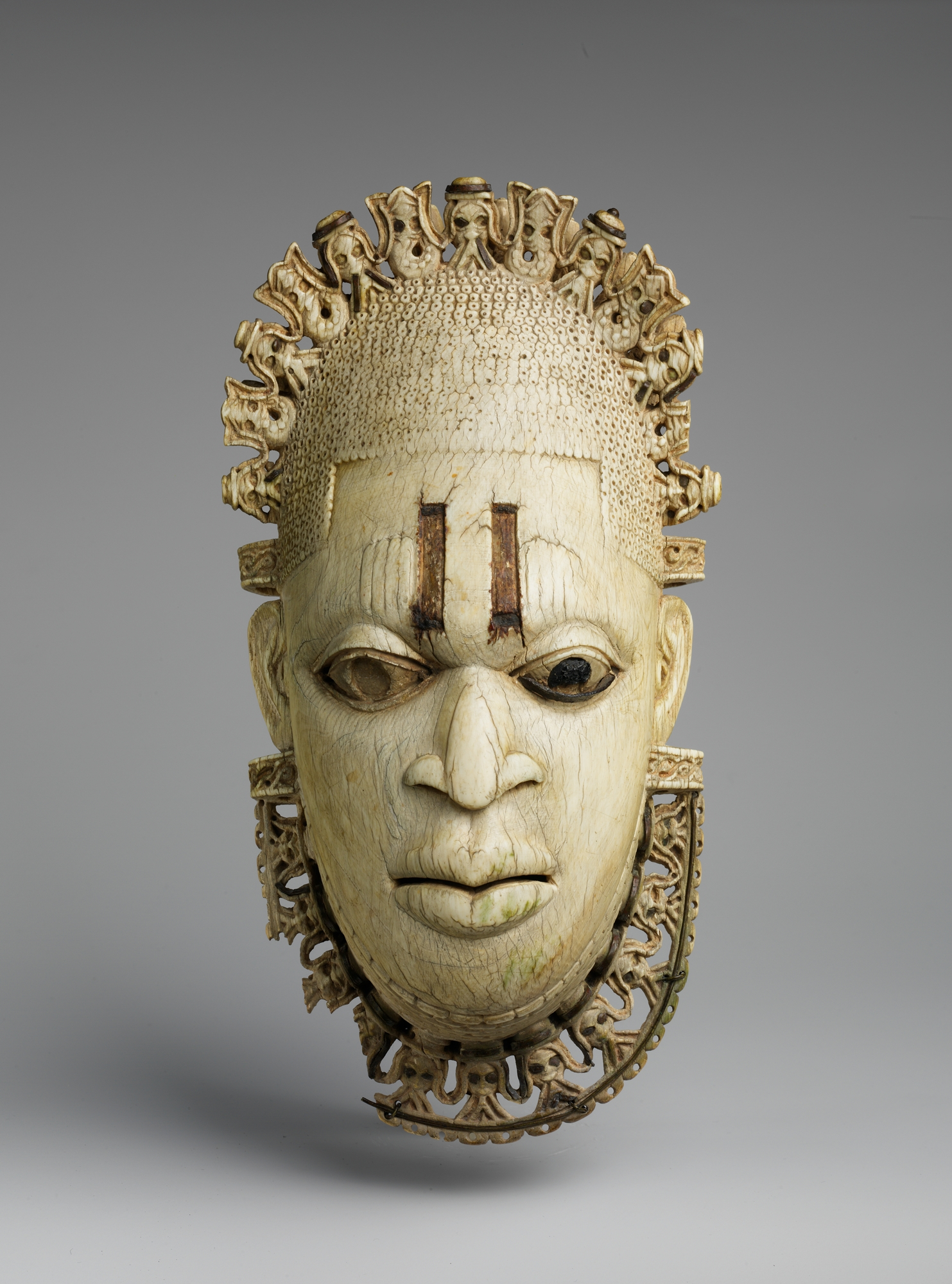
Benin-Elfenbeinmaske der Königinmutter Idia, 16. Jahrhundert, Metropolitan Museum of Art, New York.

Das Königreich Benin mit seiner Hauptstadt Benin City (Edo) war in vorkolonialen Zeiten über Jahrhunderte hinweg eines der militärisch und politisch einflussreichsten Staatsgebilde an der östlichen Guineaküste Westafrikas. Sein Kerngebiet im heutigen Südwesten Nigerias wurde vornehmlich von den Bini und anderen Edo-sprachigen Bevölkerungsgruppen bewohnt. Daneben umfassten die Reichsgrenzen auch weitere anderssprachige Gruppen wie Igbo, Yoruba, Itsekiri und Ijaw. Nach der Eroberung der Hauptstadt 1897 durch britische Truppen wurde das Reich dem britischen Protektorat Nigeria einverleibt.
Das Königreich Benin ist nicht zu verwechseln mit dem modernen Staat Benin, der in der Kolonialzeit bis 1975 den Namen „Dahomey“ trug.

## Lage
Das Zentrum des Königreichs Benin lag am Unterlauf des Niger um seine gleichnamige Hauptstadt Benin City (Edo), etwa 300 km östlich von Lagos. Zum Zeitpunkt seiner größten Ausdehnung erstreckte sich das Reich wahrscheinlich vom Niger im Osten bis zur Atlantikküste (Bucht von Benin) im Westen. Im Norden grenzte es an das Königreich Oyo und reichte bis etwa auf die Höhe des Flusses Benue. Zeitweise kontrollierte Benin – bemüht um eine Ausdehnung des Reiches nach Westen – auch das Gebiet um das heutige Lagos.

## Geschichte

### Anfänge
Das Königreich Benin wurde circa 600 n. Chr. von der Ogiso-Dynastie gegründet, welche das Land bis zum 11. Jahrhundert beherrschte. Die heutige Dynastie, welche die gesellschaftliche Struktur des Staates und damit unser heutiges Bild vom Königreich Benin entschieden geprägt hat, ergriff im 12. Jahrhundert die Macht. Traditionellen Überlieferungen nach gebar eine Frau namens Erimwinde dem Yoruba-Adeligen Oranjan, Sohn von Obudawa, dem ersten König des Königreichs Oyo, einen Sohn namens Eweka. Während Oranjans Bemühungen, seine Heimatstadt Ife vom Land der Edo zurückzuerobern, soll er Erimwinde und Eweka zurückgelassen haben. Letzterer wurde einige Zeit später der erste Oba (Herrscher) von Benin und erhielt während seiner Herrschaft den Beinamen der Vielgeliebte. Auf diese Weise wurde das Königreich Benin mit den Yoruba verbunden. Es war bereits Eweka, der vor seinem Tode ein siebenköpfiges Königswahl-Komitee einrichtete und damit das Königreich zu einer Art Wahlmonarchie machte, wobei allerdings nur unter den männlichen Nachkommen oder Verwandten des vorhergehenden Königs gewählt werden durfte. Dieser „Staatsrat“ hatte nicht nur instanzgebende, sondern auch beratende Funktion.
Der Platz, an dem der heutige Palast von Benin steht, wurde von einem der nachfolgenden Herrscher namens Ewedo erobert. In seiner Zeit wurden umfangreiche Befestigungsanlagen errichtet und die Position des Oba gegenüber dem Adel gestärkt. Die Königswahl aber blieb erhalten. Unter Egbeka, dem neunten Oba, soll es zu heftigen Auseinandersetzungen zwischen dem Oberhaupt und dem Staatsrat gekommen sein, welche das generelle politische System aber nicht veränderten.

### Aufstieg und Sklavenhandel
Zwischen 1471 und 1490 stieg das Königreich Benin zur stärksten Macht westlich des Niger auf. Erste portugiesische Seefahrer erreichten die Bucht von Benin und die gleichnamige Stadt. Ein Botschafter aus Benin wurde an den Hof von Lissabon entsandt, es folgte ein starker Ausbau des Handels mit Portugal. Die Königreiche pflegten Kontakte, Portugal war vorwiegend an Handelsbeziehungen interessiert. Das Handelsmonopol Lissabons in Afrika wurde im Vertrag von Alcáçovas von 1479 und durch eine päpstliche Bulle vertraglich anerkannt. Benin war damals, wie die meisten Gebiete der Region, vorwiegend landwirtschaftlich geprägt. Bedeutende Handelsgüter waren Palmöl, Malagueta-Pfeffer und Elfenbein. In dieser Zeit strebte das Königreich dem Zenit seiner Macht entgegen. Oba Ewuare (Ewuare der Große), der den Thron 1440 bestiegen hatte, machte zunächst bedeutende Eroberungen in den umliegenden Gebieten, ließ dann durch Straßenbau die Infrastruktur des Reiches verbessern und mit Hilfe herbeigerufener Kunsthandwerker die Hauptstadt verschönern. Der Herrscher des Nachbarreichs Ife schickte einen seiner gewandtesten Meister, den Schmied Iguehae, der in den Erzählungen über die Jahrhunderte hinweg wie ein Gott verehrt wurde. Von Einwanderern wie ihm lernten die Handwerker Benins den Metallguss, den sie mit ihrer bereits hoch entwickelten Holz- und Elfenbeinschnitzerei zu einem neuen Kunststil kombinierten. Die Benin-Kunst erlebte damals ihre Blütezeit. Als der regierende Oba auf Grund des Todes seiner zwei Söhne seinem Volk für drei Jahre eine Art Nationaltrauer auferlegte, die harte Lebenseinschränkungen mit sich brachte (Verbot von Kleidung, Körperwäsche und Kinderzeugung), kam es zu großen Unruhen im Reich und einer Verstimmung im Verhältnis zwischen Volk und Herrscher.

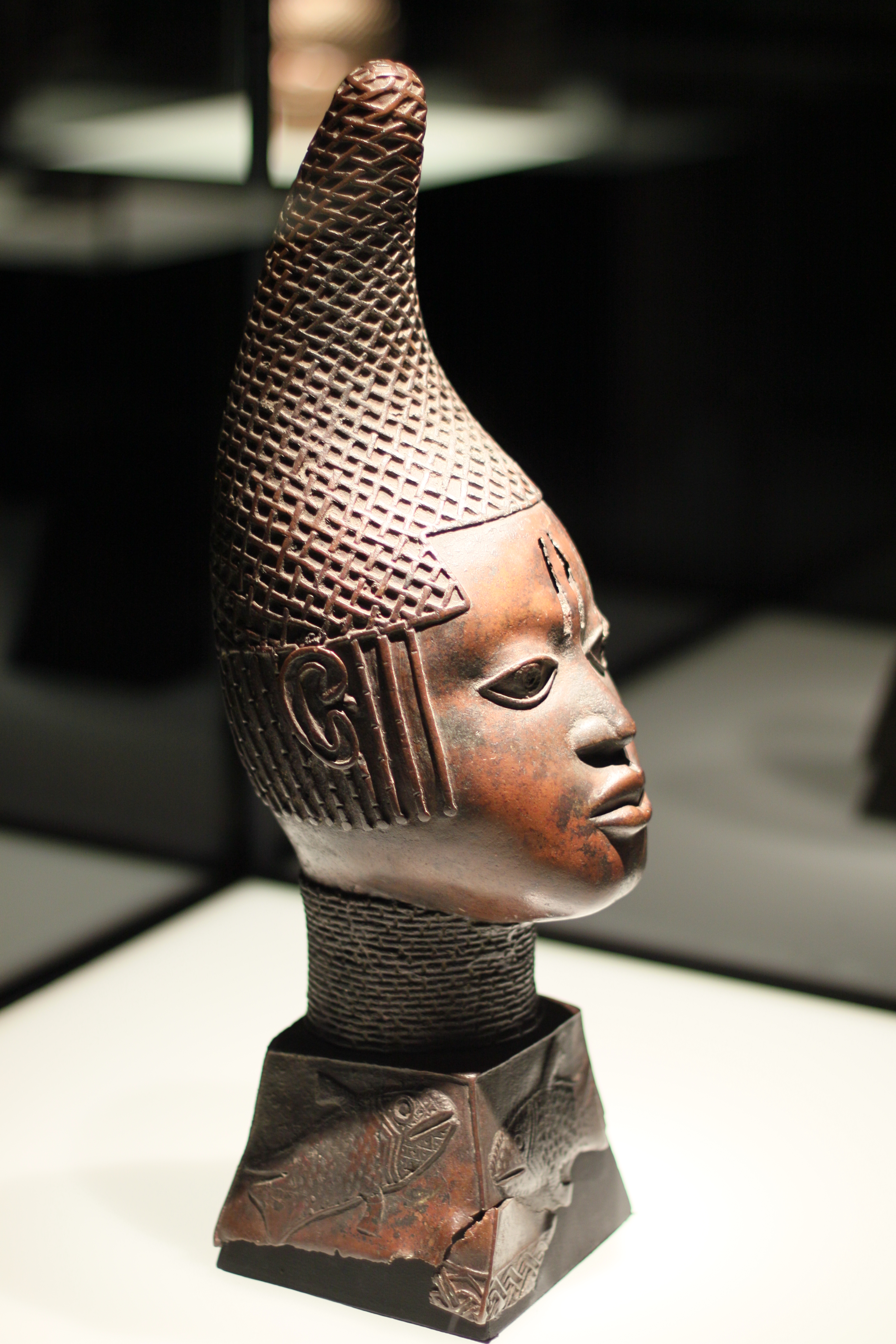
Bronze-Kopf der Königinmutter Idia, frühes 16. Jahrhundert. Ethnologisches Museum, Berlin.

Im späteren 15. und frühen 16. Jahrhundert stieg das europäische Interesse an Sklaven für die Kolonien in Amerika und am gesamten Golf von Guinea (auch Sklavenküste) blühte der Sklavenhandel auf, besonders aber in Benin. Das Königreich entwickelte sich (neben der Goldküste und der Bucht von Biafra) zu einem der Hauptzentren des Sklavenhandels mit den Europäern. Reiche wie Benin (aber auch Dahomey) entwickelten sich zu Sklavenumschlagplätzen zwischen den inneren Gebieten Afrikas und den Sklavenmärkten an der Küste. Man schätzt heute, dass im Zuge des Sklavenhandels insgesamt 13 Millionen Menschen allein von den Küsten Westafrikas deportiert wurden, wovon ein nicht unbedeutender Teil auf Benin entfällt. Handelsnotizen zufolge wurden aus diesem Gebiet im 18. Jahrhundert jährlich etwa 35.000 Sklaven verschifft. Wichtige Direktabnehmer waren Portugiesen, Briten, Niederländer, Spanier und Franzosen.
Im frühen 16. Jahrhundert unternahmen die Herrscher von Benin Versuche, ihre Macht entlang der heutigen Bucht von Benin westwärts auszudehnen. Portugal unterstützte Benin mit Waffen und Militärberatung. In diesem Zuge gelang es, in Eko (heute Lagos) durch Einsetzung einer den Königen von Benin hörigen Herrscherdynastie eine Art Satelliten-Königreich zu schaffen. Unter Okpame (auch Ozobwa genannt), dem 16. Oba von Benin, konnte das Staatsgebiet noch einmal um Eroberungen im Egba-Land erweitert werden. Während seiner größten Ausdehnung umfasste das Königreich das Gebiet vom heutigen Ghana bis östlich des Flusses Niger.

### Gesellschaft und Staat

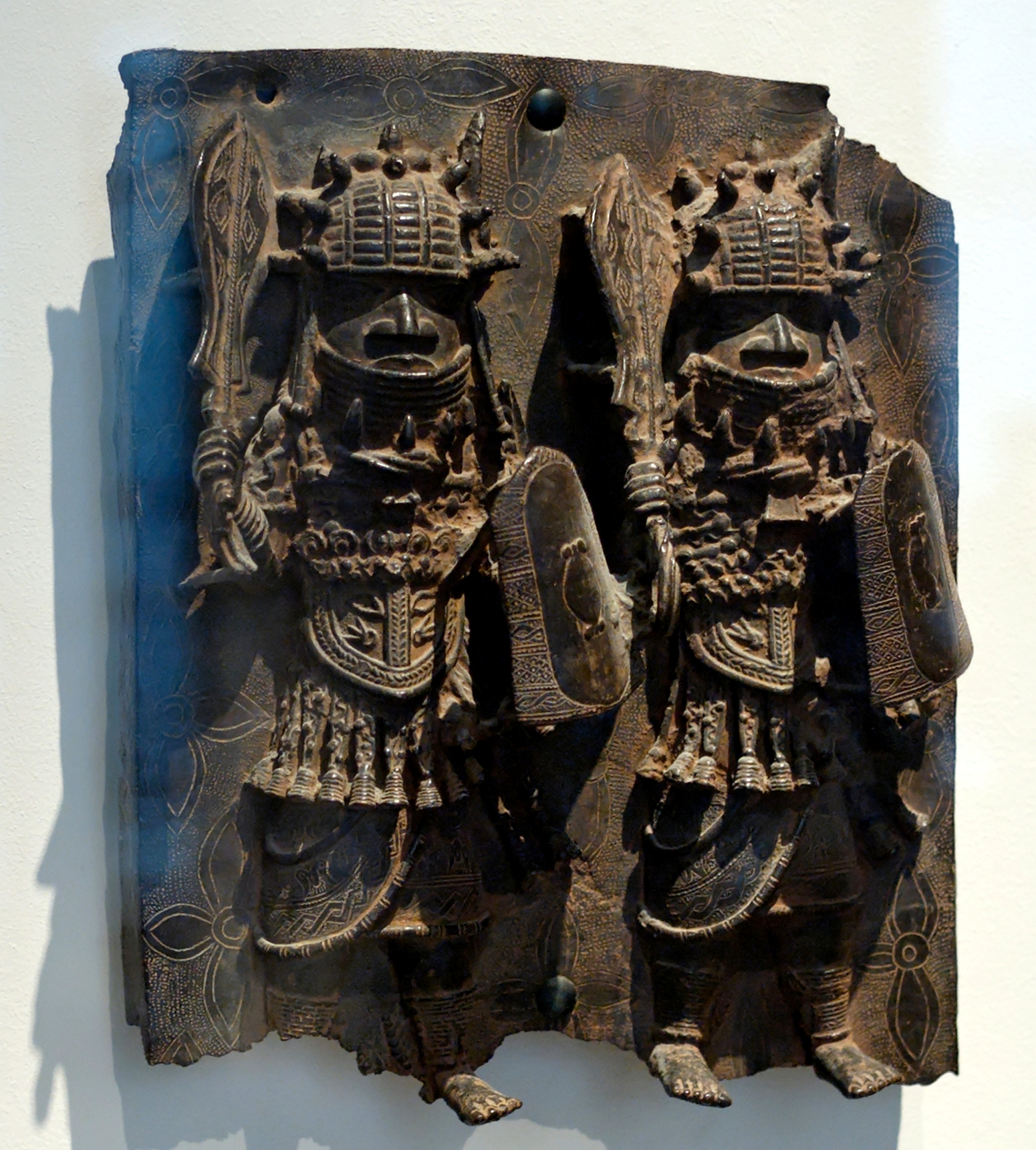
Benin-Bronzeplatten: Krieger mit dem Zeremonialschwert Eben, 16.–18. Jahrhundert, Louvre, Paris.

Die Gesellschaft im Königreich Benin war durch eine komplexe Hierarchie geprägt. Die Herrscherschicht wurde durch aristokratische Kreise gestellt. Die meisten der höchsten Ämter waren erblich. Der überwiegende Teil der Gesellschaft lebte europäischen Reiseberichten zufolge in einem sklavenähnlichen Verhältnis zum Herrscher.
Der königliche Palast von Benin war ein großer kultureller Komplex, der Königshof war so groß wie eine europäische Stadt damals. Der niederländische Geograph Olfert Dapper schrieb 1668:

„Es ist in viel prächtige wohnungen eingeteilet/ und hat schöne lange viereckichte Lustgänge/ die ohngefähr so groß seynd/ als die Börse zu Amsterdam […] Das Tach derselben stehet auf hölzernen Seulen/ welche von unten bis nach oben zu mit Missinge überzogen/ darauf ihre Krieges tahten und Feldschlachten seynd abgebildet […] und ein ieder Gübel ist mit einem Türnlein gezieret/ welches oben spitz zu leuft. Darauf stehen Vogel/ von Kupfer gegossen/ mit ausgebreiteten Flügeln/ sehr künstlich nach dem Leben gebildet.“

Seit Ende des 17. Jahrhunderts gelang es Benin, vor allem durch Tausch gegen Sklaven, an nicht unbeträchtliche Mengen europäischer Schusswaffen zu kommen. Dadurch konnte sich das Königreich einen zusätzlichen Vorteil gegenüber Nachbarreichen verschaffen. Im 18. Jahrhundert schränkte Benin den Handel mit den Europäern ein und konzentrierte sich auf die Kontrolle des Reiches und der umliegenden Regionen. Es kam verstärkt zu Streitigkeiten um den Thron, die das bis dahin sehr straff organisierte Reich und die staatliche Integrität schwächten und das Reich anfälliger für externe Interessen machten.

### Der Oba und sein Hofstaat

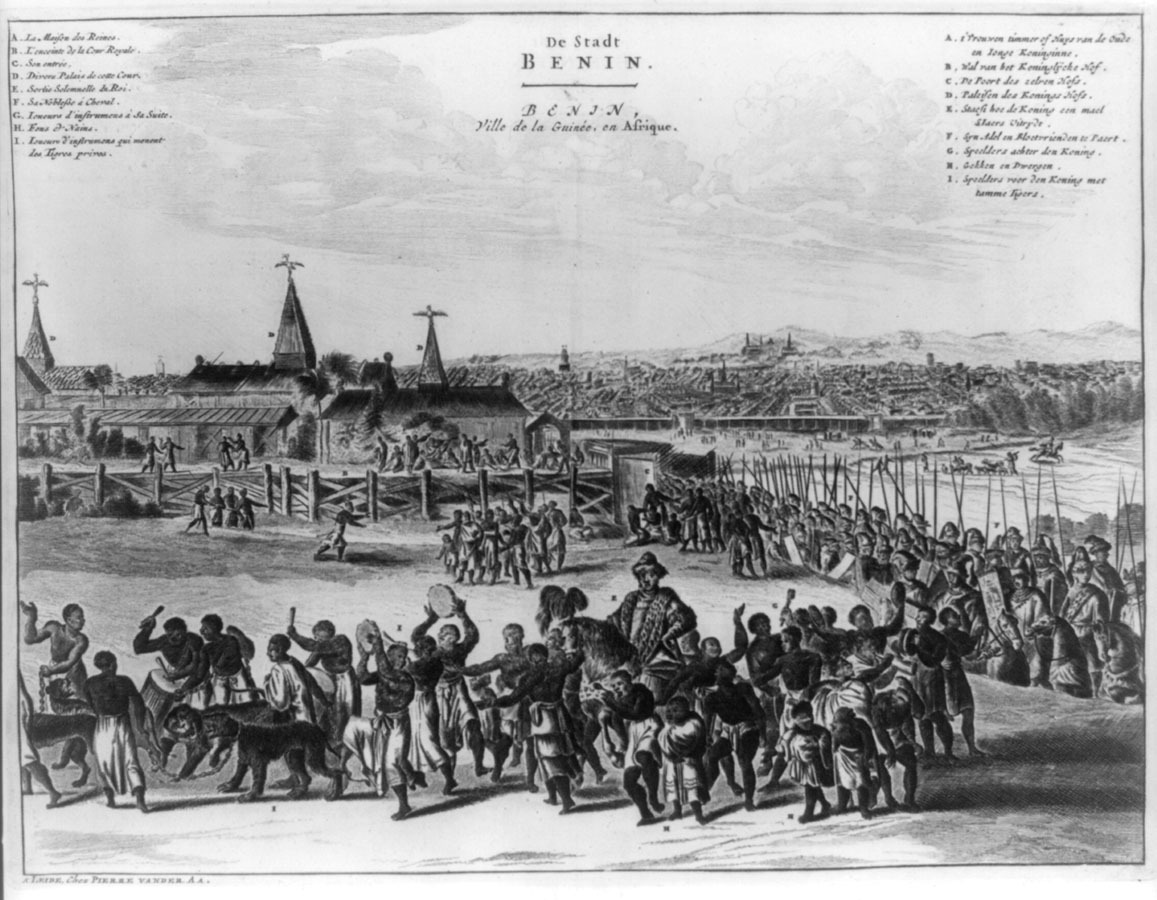
Ausritt des Oba, im Hintergrund Benin City im 17. Jahrhundert.

Höchstes politisches und rituelles Oberhaupt des Königreichs Benin war der so genannte Oba. Seine Untertanen hielten ihn für gottähnlich und schrieben ihm eine Art mystische Macht zu, die seine Auserwähltheit rechtfertigte. Innerhalb seines Herrschaftsbereiches hatte er die rechtliche und administrative Gewalt inne und ein Handelsmonopol auf bestimmte Güter, vor allem auf die wertvollsten Ressourcen des Landes wie Elfenbein, Kupfer, Zink und Zinn zur Herstellung der Benin-Bronzen (die meist aus Gelbguss bestehen). Für alle Untertanen, besonders für den Hofstaat, galten strenge Verhaltens- und Kleidungsregeln. Der Oba war nicht nur König, sondern auch oberste judikative und religiöse Instanz sowie vorderster Protagonist bei allen traditionellen Riten. Aber obwohl er wie ein absolutistischer Herrscher auftrat, war seine Macht nicht unbegrenzt. Sie wurde durch den Staatsrat begrenzt, der aus den Uzama N’Ihiron, den „Königsmachern“, und den Eghaevbo N’Ore, den städtischen Würdenträgern bestand. Die Uzama bestanden aus sieben Mitgliedern und hatten die Aufgabe, dem Oba mit ihrem Rat beizustehen, nach seinem Tode unter seinen beiden ältesten Söhnen oder seinen Brüdern einen Nachfolger zu wählen und die Einhaltung der strengen Sittengebote, welche auch das Dasein des Oba reglementierten, zu überwachen. Dazu gehörten unter anderem auch präzise Vorschriften zu Schlaf und Essenseinnahme des Oba. Die Uzama N’Ihiron legitimierten ihre Macht durch angebliche Abstammung von der ersten Yoruba-Dynastie und vererbten ihre Titel und Ämter durch Erstgeburt. Dies gilt auch für das Amt des obersten Heerführers, welcher in der Hierarchie unmittelbar unter dem Staatsrat stand.
Der Oba befehligte einen straff durchorganisierten Hofstaat von Statthaltern, Palastkommandeuren, Gefolgsleuten und religiösen Oberhäuptern. Er hatte auf sie einen so großen Einfluss, dass viele von ihnen sich bei seinem Tode dafür entschieden, ihn ins Grab zu begleiten. Diese Unmittelbarkeit der Macht unterschied die Monarchie in Benin von dem der umliegenden Reiche, wo die Macht des Königs oft an der Gunst einflussreicher aristokratischer Sippen hing und Königsmorde keine Seltenheit waren. Die Hierarchie war aber im Laufe der Zeit nicht statisch, sondern entwickelte sich, was zum langen Bestand des Königtums und seiner Herrschaft beitrug.
Der Rang und die Würde eines Mitglieds der administrativen Schicht wurde durch speziellen Schmuck wie zum Beispiel Korallenketten gekennzeichnet.

### Besondere Sitten und Rituale

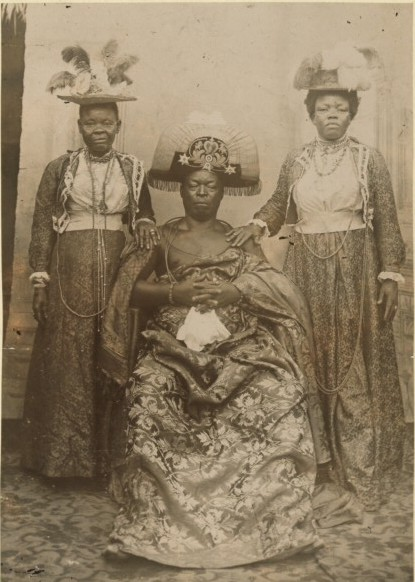
Ovonramwen Nogbaisi mit seinen Frauen, Königin Egbe (links) und Königin Aighobahi (rechts), circa 1898–1913.

Eine besondere Verehrung wurde der Iy’Ọba entgegengebracht, die eine mächtige Position innehatte. Ihre Aufgabe war, die Thronfolger zu erziehen. Auf Grund ihres naturgemäß besonderen Einflusses auf den Oba schrieb die Sitte ihr vor, außerhalb des Palastbezirks zu leben. War ihr Sohn erst einmal inthronisiert, durfte er sie nie mehr wieder sehen und nur über Dritte ihren Rat einholen.
In der Religion der Bewohner von Benin gab es einen Glauben an ein Weiterleben im Jenseits. Der Tod des Oba war im Königreich Benin ein grausames Ereignis. Dem Reisebericht des Olfert Dapper nach musste das Grab des Königs so tief gegraben werden, bis die Arbeiter ins Wasser fielen und ertranken. Erst dann wurde der Leichnam des Oba in Anwesenheit des gesamten Hofstaates ins Grab gelassen. Die Hofdiener sollen sich anschließend angeboten haben, ihren Herrscher ins Jenseits zu begleiten. Dieses Vorrecht wurde aber nur denjenigen gewährt, welche beim Oba zu seinen Lebzeiten am beliebtesten waren. Sie stiegen mit ihm in das Grab, welches anschließend mit einem schweren Stein verschlossen wurde.
Zu hohen Festen war es im Königreich auch üblich, Menschenopfer darzubringen. Zumeist handelte es sich um Sklaven, von denen man glaubte, dass sie im Jenseits ein besseres Schicksal erführen. Die Opferung erfolgte durch Enthauptung oder Erdrosseln. Diese Praxis soll vor allem im 19. Jahrhundert immer größere Ausmaße angenommen haben. Berichten zufolge wurden bis zu 23 Opfer an einem Tag dargebracht.

### Militär
In seinem 1670 erstmals in Amsterdam publizierten Buch Umbständliche und Eigentliche Beschreibung von Africa schrieb der Geograph Olfert Dapper, dass das Militär des Oba ähnlich straff organisiert war wie der Hofstaat. Dapper berichtete, der Oba könne an einem Tage 20.000 Mann mobilisieren und in wenig mehr Zeit weitere 80.000. Die Armee wurde durch Edelleute kommandiert, die unmittelbar dem Oba und dem obersten Heerführer unterstanden. Dapper schätzte ihre Zahl auf 300 bis 400.

## Verlust der Macht und Nachwirkungen

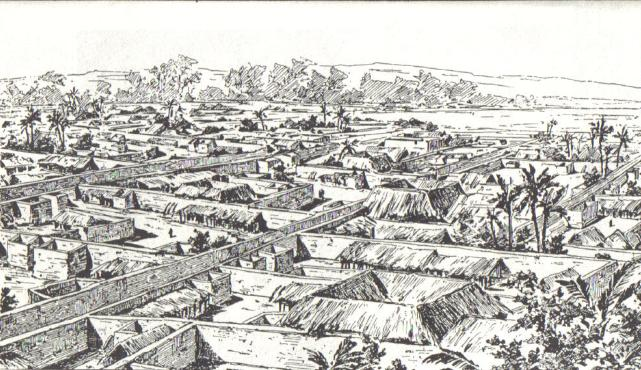
Benin City, Zeichnung eines englischen Offiziers, 1897.

Während des frühen 19. Jahrhunderts kämpften europäische Kolonialmächte immer aggressiver um Gebiete in Afrika. Innere Aufstände und Kriege mit den Nachbarn schwächten das Königshaus. Der ökonomische Abstieg Benins begann u. a. mit dem Einbrechen der Exportmärkte für Benin-Stoffe, dem Rückgang des innerafrikanischen Handels und dem Verbot des transatlantischen Sklavenhandels. Am 12. Februar 1761 schaffte der portugiesische Premierminister Marquês de Pombal die Sklaverei in Portugal und den indischen Kolonien ab. Der Abolitionismus im transatlantischen Raum setzte sich fort. Großbritannien verbot Anfang des 19. Jahrhunderts den Sklavenhandel (Slave Trade Act 1807) und 1854 wurden per Dekret alle Sklaven in den portugiesischen Kolonien freigelassen. Am 25. Februar 1869 wurde schließlich im gesamten portugiesischen Weltreich die Abschaffung der Sklaverei verkündet. Dies ließ die Bedeutung von Benins Häfen schwinden.

Rekonstruktion einer von den britischen Kolonialtruppen erbeuteten Flagge (wahrscheinlich Itsekiri), die in den Archiven des National Maritime Museum aufbewahrt wird.

Das deutsche Handelshaus Gaiser versuchte um 1884 die Küste bei Mahin zu kolonisieren. Das Deutsche Reich zog aber seinen Schutz nach wenigen Monaten zugunsten Großbritanniens zurück. Nach der Berliner Westafrika-Konferenz 1884/5 nutzte das Britische Empire den Abolitionismus als Vorwand für Kolonialkriege gegen sklavenhaltende Königreiche am Golf von Guinea, unter anderem auch gegen das Königreich Benin in den 1890er-Jahren. Die Briten kolonisierten die Territorien rund um Benin. Ein zentrales Ziel war die Kontrolle des Handels und der Handelswege. Benin verlor die Stadt Lagos an das Britische Empire. Außenpolitisch stark unter Druck unterzeichnete Oba Ovonramwen 1892 ein Freihandelsabkommen mit den Briten. De jure war es seine Entmachtung, de facto ignorierte er den Vertrag. Oba Ovonramwen forderte weiterhin von den britischen Händlern Zölle auf Waren, die sein Gebiet verließen. 1897 wurde eine britische Abordnung von Benin-Kriegern massakriert. Das britische Imperium entsandte umgehend 1200 Soldaten zu einer Strafexpedition, die den einheimischen Truppen an Waffen stark überlegen war.

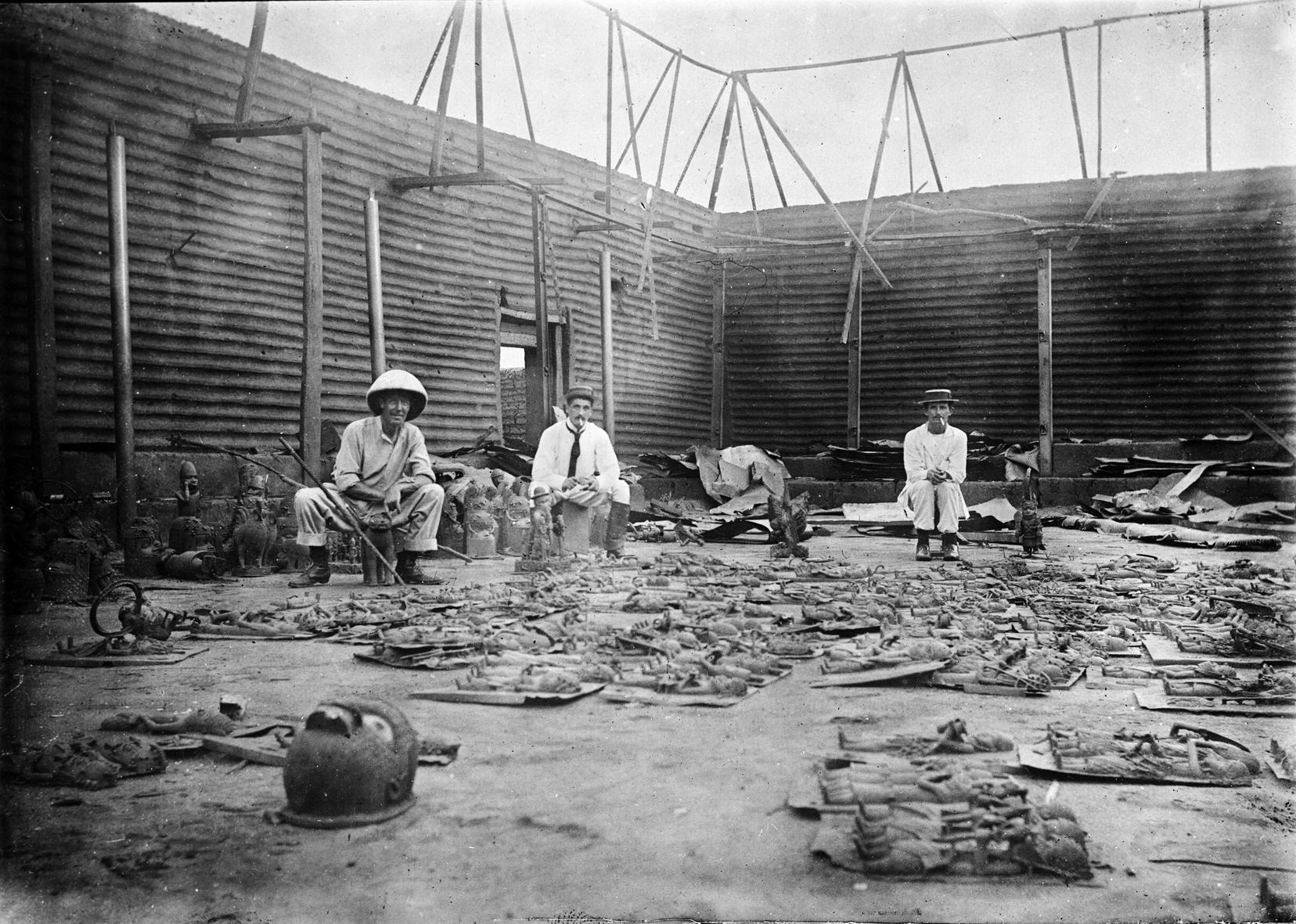
Britische Soldaten plündern den abgebrannten Palast des Oba. Am Boden ausgelegte Benin-Bronzen. Foto von 1897

Das Königreich Benin wurde durch diese Strafexpedition im Jahre 1897 – zum ersten Mal seit seiner Gründung – erobert. Das Expeditionskorps, angeführt von Oberbefehlshaber Admiral Harry Rawson, verbrannte und verwüstete weite Teile der Stadt Benin. Über die Zahl der Toten ist wenig überliefert. Die britischen Soldaten plünderten den königlichen Palast und die Residenzen von Würdenträgern. Sie raubten Tausende von Kunstobjekten, unter anderem ca. 3.500 bis 4.000 Bronzen, Terrakotta, Elfenbein- und Holzschnitzereien, darunter die kunsthandwerklich virtuosen Gedenkköpfe, deren Entstehungszeit bis in das 15. Jahrhundert zurückreichte. Da die meisten Soldaten den künstlerischen Wert dieser Objekte nicht einschätzen konnten, verkauften sie „ihre Kriegsbeute an fast jeden“. Ein Großteil kam schließlich in Londoner Auktionshäusern wie W.D. Webster unter den Hammer.
Der Sieg über das Königreich Benin wurde in London begeistert gefeiert. Königin Victoria gratulierte der Royal Navy zum geglückten Einsatz. Die Briten exilierten Oba Ovonramwen, den letzten unabhängigen Oba, nach Calabar und gliederten das bis dahin unabhängige Königreich Benin dem „Protektorat Südliches Nigeria“ und damit dem britischen Kolonialreich an. Es folgte ein Interregnum von 17 Jahren, erst 1914 mit der Inthronisierung von Oba Eweka II kam es zu einer allmählichen Restauration des Königtums, aber ohne die frühere militärische und wirtschaftliche Macht. Der Palast wurde wieder aufgebaut und insbesondere die Bronze-Gilde wieder gefördert. Heute ist das Gebiet des Königreichs Benin in den Staat Nigeria integriert, prägt aber durch seine traditionellen Autoritätsstrukturen und seine „ruhmreiche“ Geschichte immer noch das Bewusstsein vieler Menschen.
Während des Biafra-Kriegs wurde auf dem Gebiet des Königreichs Benin 1967 eine gleichnamige Republik ausgerufen, die Republik Benin, die aber bald wieder in Nigeria integriert wurde.
Der Name Benin lebt heute noch im Namen der Republique du Bénin weiter, die allerdings historisch keine Verbindung zum Königreich Benin hat.

### Kunst und Architektur
Im vorkolonialen Benin stand die Herstellung der Messingplastiken unter der Kontrolle des Obas und die Gießer gehörten zu den ranghöchsten Handwerksgilden. Sie arbeiteten im Wachsausschmelzverfahren (Guss in verlorener Form). Die vollendete Meisterschaft der Gusstechnik und die porträthafte Ausdruckskraft der Kunstwerke waren den besten europäischen Bronzearbeiten ebenbürtig, wenn nicht überlegen. Auch die Kunsthandwerker für die Bearbeitung von Holz und Elfenbein waren in Gilden geordnet.
Die Planung und Gestaltung der Stadt Benin erfolgte nach sorgfältigen Regeln der Symmetrie, Verhältnismäßigkeit und Wiederholung, die heute als fraktales Design bezeichnet wird: In der Mitte der Stadt befand sich der Königshof, von dem aus 30 sehr gerade, breite Straßen mit einer Breite von je etwa 50 Metern verliefen. Diese Hauptstraßen, die rechtwinklig zueinander verliefen, hatten eine unterirdische Entwässerung aus einem Impluvium mit einem Abfluss für das Regenwasser. Viele schmalere Seiten und sich kreuzende Straßen ragten aus ihnen heraus. In der Mitte der Straßen befanden sich Rasenflächen, auf denen Tiere weideten. Die Stadt und ihre umliegenden Dörfer waren absichtlich so angelegt, dass sie perfekte Fraktale bilden, deren Formen sich in den Räumen von jedem Haus wiederholten. Das Haus selbst und die Häusergruppen in der Stadt waren in mathematisch vorhersagbaren Mustern angelegt.
Die bereits im 15. Jahrhundert fertiggestellten Mauern von Benin gelten als logistische und architektonische Meisterleistung und waren bis zu ihrer Zerstörung bei der britischen Benin-Strafexpedition 1897 das größte von Menschen erschaffene Befestigungswerk der Welt. Als mit der Kriegsbeute die Bronzen und andere Kunstwerke nach London gebracht wurden, war dies eine Sensation. Ihre Existenz widerlegte die kolonialistische und rassistische Ideologie von Afrika als dunklem, geschichts-, kultur- und kunstlosem Kontinent, wie sie etwa auch der Philosoph Hegel vertreten hatte. Sie begeisterten Kunstexperten wie Justus Brinckmann vom Museum für Kunst und Gewerbe Hamburg oder den Berliner Forscher Felix von Luschan. Ein Run auf die Werke begann, Institutionen wie das Britische Museum und das Völkerkundemuseum Berlin kauften die schönsten Stücke. So konnte Felix von Luschan knapp 600 davon auf einer Auktion in London für das Völkerkundemuseum erwerben. 413 dieser Objekte wurden während des Zweiten Weltkriegs nach Schlesien verbracht. Ihr Verbleib ist bis heute ungeklärt.
Die Plünderung Benins machte afrikanische Kunst für Europäer erstmals sichtbar. Die Flut von Objekten in europäische Sammlungen gab vielen europäischen Künstlern den ersten Eindruck afrikanischer Kunst und beeinflusste Vertreter des Expressionismus, Fauvismus und später Kubismus. Der deutsche Afrikaforscher Leo Frobenius konnte nicht glauben, dass die Bronzeköpfe von Ile-Ife aus dem 12. bis 15. Jahrhundert, die älter als die Kunst Benins waren, afrikanischen Ursprungs waren; er spekulierte, dass sie das Werk der alten Griechen aus der verlorenen Stadt Atlantis seien.

### Restitution der Beutekunst

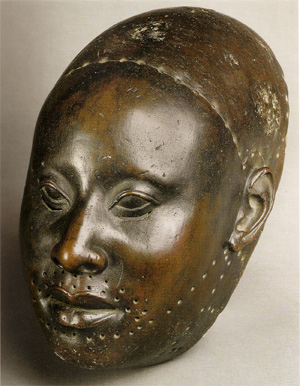
Bronzekopfskulptur des Oni (König) Obalufon, etwa 12. Jahrhundert, entdeckt bei der heiligen Stadt der Yoruba Ile-Ife, Nigerianisches Nationalmuseum, Lagos.

Als weltweit antikoloniale Bewegungen erstarkten und Nigeria 1960 die Unabhängigkeit erlangte, folgten Militär- und Zivilregierungen. Die Obas hatten zwar politische Macht verloren, wurden jedoch gleichzeitig hofiert wegen ihres nach wie vor starken Einflusses auf die Bevölkerung. Sie waren weiterhin wichtig bei der Bewertung von Gewohnheitsrechten. Unter Oba Akenzua II (1933–1979) und Oba Erediauwa (1979–2016) wurden Restitutionsansprüche auf die 1897 aus dem Königspalast geraubten Kunstwerke lauter. Die sogenannten Benin-Bronzen waren zum emotionalen Symbol kolonialer Erniedrigung geworden:
Das Edo-Volk nutzte keine Schriftsprache, sondern hielt auf den Bronzen alle wichtigen Ereignisse fest. An den Platten ließ sich ablesen, welche Taten ein König vollbracht hatte, wann wer gegen wen Kriege führte, wie die Nachfolge geregelt wurde und welche Rituale abgehalten wurden. Viele Benin-Kunstwerke hatten sakrale Funktionen und waren Kommunikationsmittel der Obas/Könige und Kollektives Gedächtnis. Gestohlen wurden also das Nationalarchiv und die Reliquien des Landes.
2016 kam Oba Ewuara II N’Ogidigan auf den Thron. Ministerpräsident Godwin Nogheghase Obaseki erklärte 2018 die Restitution der Benin-Bronzen zu einem Ziel höchster Priorität: „Diese Kunstwerke verkörpern das, was wir sind: unser Volk, unsere Kultur, unsere Religion, auch einen Teil unserer politischen Struktur, sie sind Symbole unserer Identität. 100 Jahre nachdem sie uns mit fürchterlicher Gewalt entrissen wurden, versuchen wir immer noch, sie zurückzubekommen. Was 1897 passierte, hat unser ganzes Volk traumatisiert. Es war ein Schock. Vergessen Sie nicht, dass Benin einst eine Weltmacht war.“
Seit 1914 hatten alle Obas Benins ihr Erbe von den verschiedenen Museen in Großbritannien, Frankreich, Deutschland oder den USA zurückgefordert. Diese und ähnliche Forderungen unterstützte auch im November 2018 der Bericht über die Restitution afrikanischer Kulturgüter, den der französische Präsident Emmanuel Macron in Auftrag gegeben hatte.
Auch wenn bis 2019 noch keines der Museen zu einer solchen Restitution bereit war, nahmen sie inzwischen in der Benin Dialogue Group eine Zusammenarbeit mit den Vertretern der Edo auf. Vom 5. bis 7. Juli 2019 fand in Benin City ein erneutes Treffen dieser Gruppe statt, in der Museen aus Deutschland, Großbritannien, den Niederlanden, Österreich und Schweden mit nigerianischen Partnern und Vertretern des Königshofs von Benin zusammenarbeiten. Neben regelmäßigem fachlichen Austausch ist die Errichtung eines künftigen Museums für die berühmten Skulpturen und andere Kulturgüter des ehemaligen Königreichs Benin geplant.
Deutschland begann 2022 damit, die in verschiedenen deutschen Museen vorhandenen Benin-Bronzen an Nigeria zurückzugeben.